# Calycella oligista
Calycella oligista är en nässeldjursart som beskrevs av James Cunningham Ritchie 1910. Calycella oligista ingår i släktet Calycella och familjen Campanulinidae. Inga underarter finns listade i Catalogue of Life.